# Vojtech Tuka
Vojtech Tuka (Štiavnické Bane, 4 juli 1880 - Bratislava, 20 augustus 1946) was een Slowaaks jurist, professor, journalist en politicus. Hij leidde de pro-nazistische vleugel van de Slowaakse Volkspartij en was de tweede minister-president van de Slowaakse Republiek tussen 1939 en 1944 en tevens van 1940 tot 1944 minister van Buitenlandse Zaken.
Tuka, die ook bekend was onder de Hongaarse naam Béla Tuka was vanaf 1903 professor internationaal recht aan de universiteit van Boedapest en doceerde tussen 1907 en 1914 aan de juridische academie in Pécs. Vanaf 1914 tot 1921 doceerde hij rechtsfilosofie en internationaal recht aan de universiteit van Bratislava. In 1919 sloeg hij een aanbod af om terug te komen in Pécs. In de nieuwe Tsjechoslowaakse staat kwam hij vanwege zijn opvattingen in aanvaring met de nieuwe machthebbers en werd een aantal malen zonder vorm van proces geïnterneerd. Tuka sloot zich aan bij de Slowaakse Volkspartij en werd adviseur van partijvoorzitter Andrej Hlinka. Hij was ook hoofdredacteur van de partijkrant Slóvak en haalde daarin uit tegen de Tsjechen, de lutherse Slowaken en de joden. In 1923 richtte hij de paramilitaire organisatie Rodobrana (Vaderlandsverdediging) op, naar het model van de Italiaanse, fascistische Zwarthemden. Hij was van 1925 tot 1929 lid van het parlement van Tsjecho-Slowakije. In 1929 werd hij gearresteerd en veroordeeld tot 15 jaar tuchthuis vanwege spionage voor Hongarije. In 1937 kreeg hij amnestie en werd vrijgelaten. Als eerste Slowaakse politicus sprak hij op 12 februari 1938 met Adolf Hitler over het opbreken van de Tsjechoslowaakse staat. Na de oprichting van de Eerste Slowaakse Republiek was hij tot oktober 1939 plaatsvervangend minister-president onder Jozef Tiso.
Tuka gold als belangrijkste vertegenwoordiger van het Slowaakse fascisme en was een van de hoofdverantwoordelijken voor de deportatie van twee derde van de Slowaakse Joden naar de concentratiekampen Auschwitz, Majdanek, Sachsenhausen en Theresienstadt.
Tuka had een slechte gezondheid en trad in 1944 na het uitbreken van de Slowaakse opstand af. Hij werd opgevolgd door Štefan Tiso, een neef van Jozef Tiso. Aan het eind van de oorlog vluchtte Tuka naar Oostenrijk. Tuka werd uitgeleverd aan Tsjecho-Slowakije. Inmiddels had hij drie maal een beroerte gehad. Hij werd op 14 augustus 1946 ter dood veroordeeld en op 20 augustus 1946 opgehangen.